# Escuadrón de la muerte

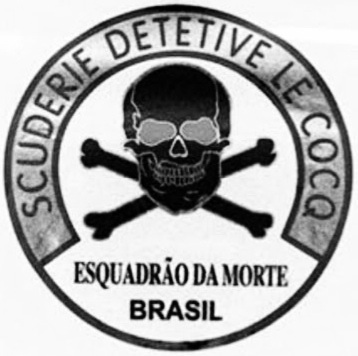
Grupo de Extermínio - Esquadrão da Morte

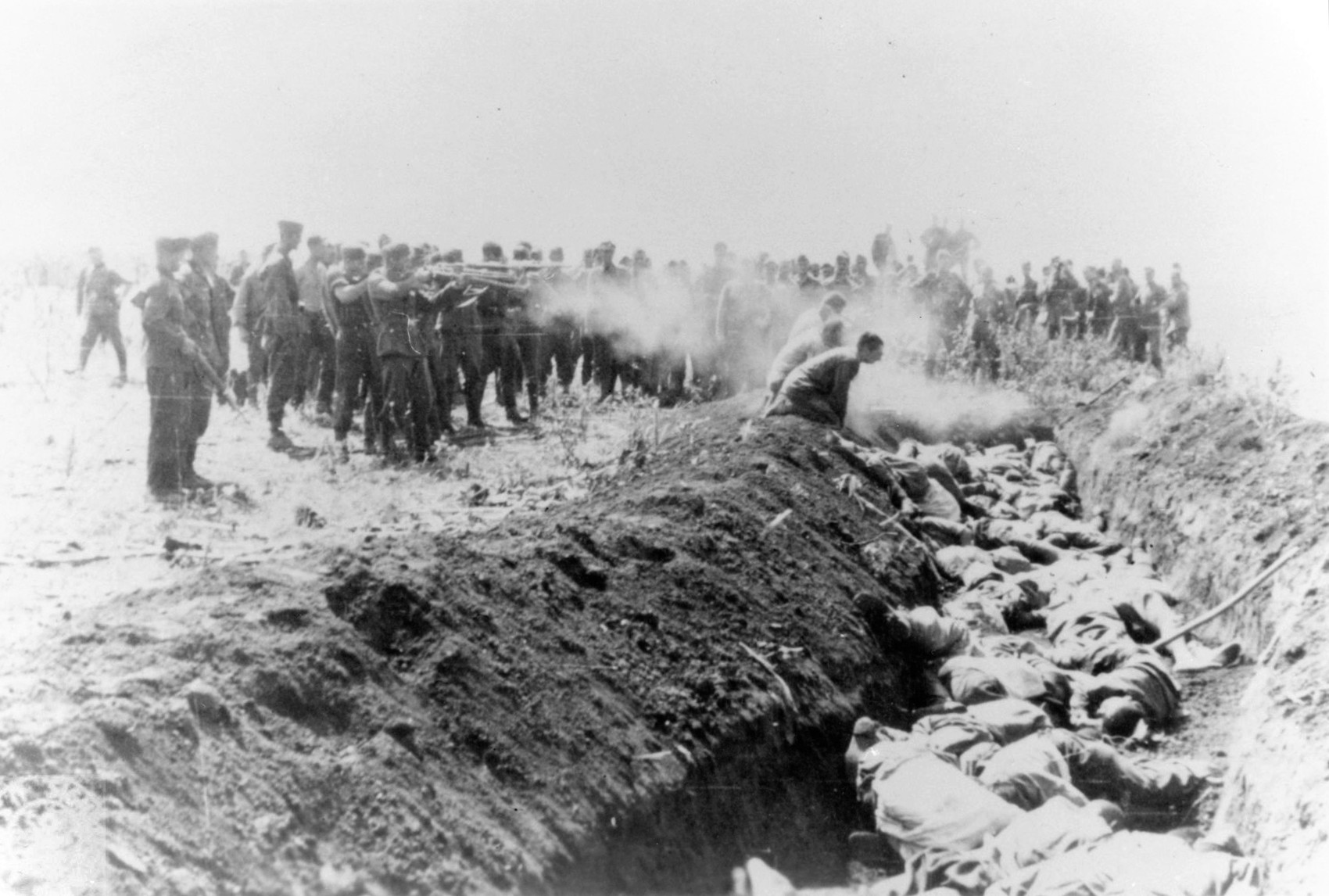
Escuadrón de la muerte empleado por Alemania nazi asesina a civiles soviéticos en 1941.

Escuadrón de la muerte es un término que genéricamente designa a bandas paramilitares organizadas generalmente por regímenes dictatoriales o militares que realizan asesinatos selectivos contra un determinado colectivo como parte de la llamada “guerra sucia”. Es el nombre con que se conocen los grupos organizados dedicados a realizar amenazas, robos, sabotajes, secuestros, torturas, violaciones, asesinatos y atentados para combatir la disidencia política fuera de los márgenes de la legalidad. Han sido típicamente utilizados por gobiernos totalitarios como grupos represores o como atacantes de falsa bandera.

## Grupos por país y continente

### Europa
- Alemania

Einsatzgruppen - Escuadrones de ejecución itinerantes especiales formados por miembros de las SS, SD y otros miembros de la policía secreta de la Alemania Nazi.
- Croacia

Ustacha - Organización terrorista paramilitar de carácter fascista colaboracionista con el tercer Reich que persiguió a opositores y minorías étnicas durante la Segunda Guerra Mundial.  
- España

Grupos Antiterroristas de Liberación - Agrupaciones parapoliciales financiadas por el Ministerio del Interior español.

### América
- El Salvador

Escuadrones de la Muerte
ORDEN
Sombra Negra
- Ecuador

Escuadrones volantes - Fuerzas especiales de la Policía Nacional del Ecuador que cometieron violaciones de derechos humanos entre 1985 y 1988.
- Honduras

La mancha brava - Grupo paramilitar de ideología nacionalista que se encargo de perseguir y realizar matanzas contra inmigrantes Salvadoreños en 1969. 
Batallón 3-16 - Unidad del Ejército de Honduras encargada de realizar asesinatos, tortura, y desapariciones contra presuntos opositores políticos del gobierno activa durante 1982-1997.  
- Guatemala

Escuadrones de la muerte (Guatemala) - Movimiento radical de extrema derecha que deliberadamente persiguió a la nación indígena durante la guerra civil con la limpieza social.
- México

Halcones (grupo paramilitar) - Agrupación paramilitar que actuó en México y que fue responsable de la Masacre de Corpus Christi el 10 de junio de 1971, en la que cerca de 120 personas fueron asesinadas durante una manifestación estudiantil en la Ciudad de México.
- Perú

Grupo Colina, Comando Rodrigo Franco y el Grupo Escorpión (Perú).
- Colombia

Para mayor información, leer Paramilitarismo en Colombia
Los Chulavitas y Los Pájaros, utilizados en la época de La Violencia y armados por la Policía del gobierno de turno conservador con el propósito de atacar a las poblaciones liberales y asegurar el triunfo del partido conservador. Se encargaron de perseguir a liberales y a comunistas por igual.
Autodefensas Unidas de Colombia - Grupo paramilitar de extrema derecha que esta oficialmente desmovilizado y que contó en su momento con el apoyo tácito del Ejército, la Policía y el Estado de Colombia. Algunos miembros de este grupo se negaron a desmovilizarse y delinquen ahora como bandas criminales emergentes.
F2 - Fue una parte de la policía secreta y judicial de Colombia, y estuvo en funciones desde 1949 hasta 1995. Fue muy conocida en los años 80, y fue reemplazada por la Dirección de Inteligencia Policial. Se le ha relacionado con casos de desaparición forzada, 'limpieza social', asociaciones con paramilitares y narcotraficantes entre otros.
- Argentina

Alianza Anticomunista Argentina - Grupo parapolicial argentino de extrema derecha.
- Venezuela

Fuerzas de Acciones Especiales - grupo policial y político del presidente Nicolás Maduro de exterminio y represión a opositores.

### Asia
- China

Sociedad de la justicia y la concordia - Sociedad secreta y carácter paramilitar que se encargo de oponerse a la influencia extranjera en china, la cual desato la llamada rebelión de los boxers. 
Sociedad de Camisas Azules - Organización paramilitar fascista dirigida por Chiang Kai shek que actuó como una policía secreta y se dedicó a perseguir opositores y miembros del partido comunista chino. 
- Japón

Kempeitai -  Policía secreta del imperio del Japón encargada de arrestar, torturar, y asesinar opositores. 
Escuadrón 731 - Unidad militar del programa encubierto de investigación y desarrollo de armas biológicas del Ejército Imperial Japonés.